# Amblyptilia
Amblyptilia is een geslacht van vlinders van de familie vedermotten (Pterophoridae).

## Soorten
- A. acanthadactyla

Scherphoekvedermot Hübner, 1813
- A. direptalis (Walker, 1864)
- A. incerta Gibeaux, 1994
- A. japonica Yano, 1963
- A. pica Walsingham, 1880
- A. punctidactyla (Haworth, 1811)
- A. viettei Gibeaux, 1994